# Széchenyihegy
Széchenyihegy egybeírva Budapest egyik városrésze a XII. kerületben. Főként a budapestiek és Buda-környékiek szemében népszerű szabadidős és kirándulóhely, a Gyermekvasút, illetve a budapesti fogaskerekű vasút egyik végállomása, több diplomáciai vendégház, illetve képviselet helyszíne. Nevét a Széchenyi-hegy után kapta, amin található.

## Fekvése
Határai: Hegyhát út a Kázmér úttól – Ordas út – Fülemile út – Karthauzi utca – Mártonhegyi út – Denevér út – Bürök utca – Hó utca – Hóvirág út – Rácz Aladár út – János Zsigmond utca – Kázmér út a Hegyhát útig.

## Megközelítése
A városrészt a közösségi közlekedés mindössze az északi és a déli határain érinti, belső része ellátatlan. Északkeleti határánál, ám már a névadó Svábhegy városrészben elérhető a 21-es (21, 21A, 221, 990) és a 212-es (212, 212A, 212B) buszcsalád, továbbá a 210-es és 210B buszok megállója, valamint a fogaskerekű (60-as villamos) állomása is. A területen nyugati irányban haladva, ám szintén Svábhegy kerületrészben található a fogaskerekű Művész út megállója, majd Széchenyihegy városrészbe áttérve a Széchenyi-hegy végállomása; innen nem messze található a Gyermekvasút déli végpontja is. A városrész délkeleti határánál található az 53-as autóbusz Mindszenty József bíboros téri végállomása.

## Története
A körülbelül 460 m magasan fekvő fennsík gróf Széchenyi István 1860-ban bekövetkezett halála után kapta a nevét. A Széchenyi-hegy Budapest megalakulása (1873) után fokozatosan egyre népszerűbb lett a jómódúak körében. Számos előkelő villa és szanatórium épült ekkoriban a környéken, amelyeknek meghatározó építészeti jellegét máig őrzi a terület. 1890-ben átadták a budapesti fogaskerekű vasút új, Svábhegytől meghosszabbított szakaszát, amivel jóval könnyebben elérhetővé vált a kirándulóhely.
1898-ban a hegy oldalában, 427 m tszf. magasságban, egy tisztásra emelték Hősök teréről a Millenniumi emlékmű építése miatt felköltöztetett Széchenyi-emlékművet és kilátót. Az erdő lombjainak takarásából a Denevér-árok-ra, és az Isten-hegy - Márton-hegy vonulatain túl Budapest északkeleti városrészei felé nyújt kitekintést.
1937-1941 között 11 szálloda épült a Karthauzi utca, a Melinda út és az Agancs út mentén.
1948-1949-ben az akkori államhatalom a budai hegyekben, Széchenyi-hegyi központtal építtette fel a Gyermekvasutat (Úttörővasutat) egyrészt a turistákat szórakoztató, másrészt a jövő vasutasait kinevelő célzattal. Az államvezetés egyúttal saját propagandacéljaira is felhasználta, az ország egész területéről szerveztek kirándulásokat a diákoknak a vasúthoz, amivel országosan is népszerű családi kirándulóhellyé tették a (kis)gyermekes családok számára a környéket. A rendszerváltás után is megmaradt ilyen jellegű kirándulóhelynek.
A két vasút állomását a Rege parkot átszelő, rövid Golfpálya utca köti össze. Ennek neve az egykori, 1911 és 1948 között működő golfpályára utal, amelynek szabadon maradt területe ma az adótorony körüli Apáca-rét.

## Adótorony

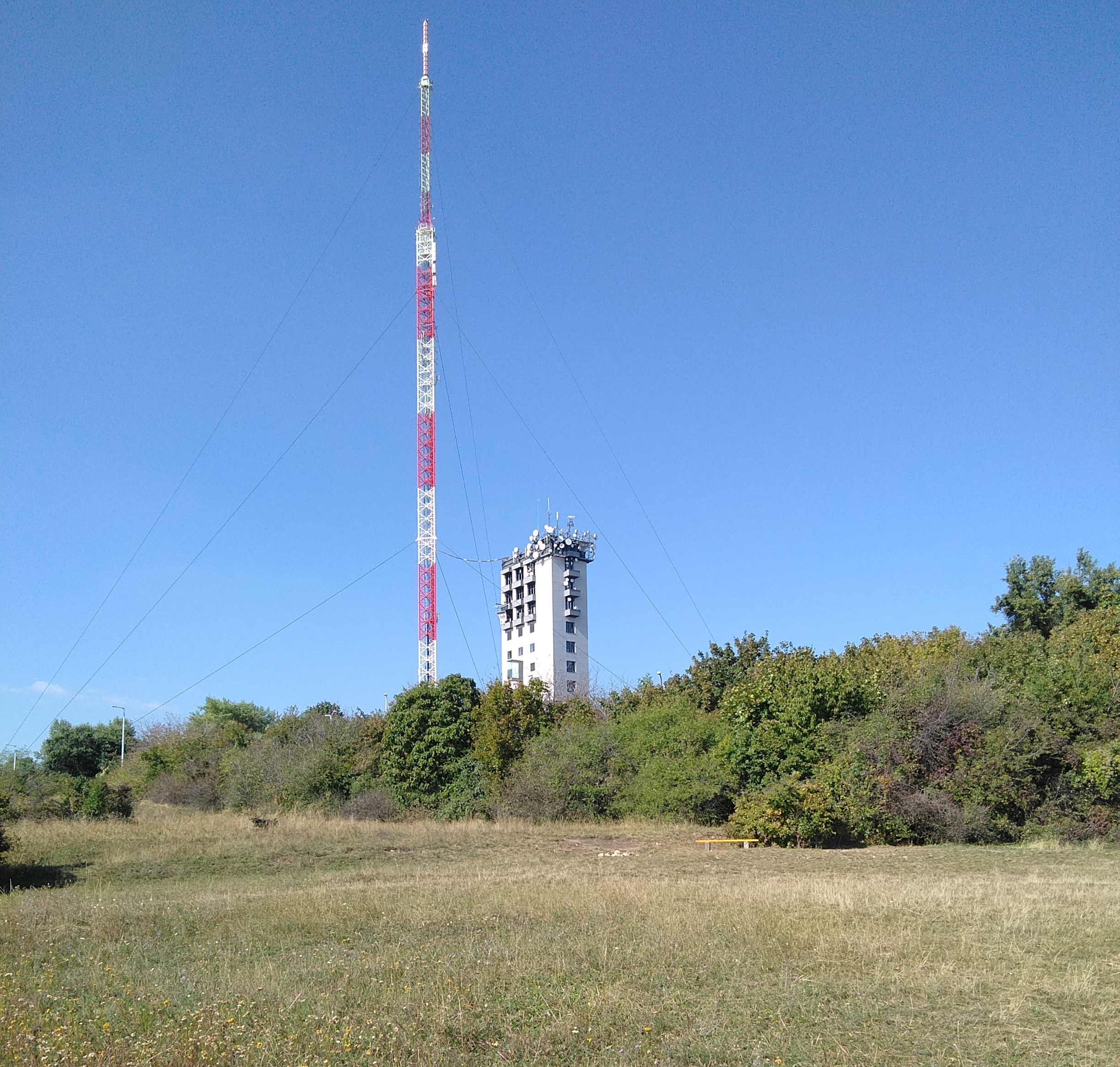
A tornyot délkelet felől az Apáca-rét övezi

A Gyermekvasút Széchenyihegy állomásától néhány száz méterre magasodik a Széchenyi-hegyi adótorony.